# Stach (planetka)
(93256) Stach je planetka hlavního pásu nacházející se mezi planetami Mars a Jupiter, kterou objevili astronomové z Astronomického ústavu Akademie věd České republiky Petr Pravec a Peter Kušnirák 29. září 2000 na observatoři v Ondřejově. Pojmenování získala planetka v roce 2018 po moderátorovi České televize Danielu Stachovi. Název schválila Mezinárodní astronomická unie, která tímto ocenila zásluhy Stacha za popularizaci vědy. Oběh planetky kolem Slunce trvá čtyři a půl roku.